# Taracticus geniculatus
Taracticus geniculatus là một loài ruồi trong họ Asilidae. Taracticus geniculatus được Bigot miêu tả năm 1878.